# Strzyżewice (województwo łódzkie)
Strzyżewice – wieś w Polsce położona w województwie łódzkim, w powiecie bełchatowskim, w gminie Kluki. We wsi znajdował się dworek, po którym nic nie pozostało.
W latach 1975–1998 miejscowość położona była w województwie piotrkowskim.
 przez wieś przebiega Łódzka Magistrala Rowerowa N-S

## Zabytki
Według rejestru zabytków Narodowego Instytutu Dziedzictwa na listę zabytków wpisany jest obiekt:
- park, XIX w., nr rej.: 356 z 6.08.1985 i z 6.04.1995